# Spoorlijn Labenne - Seignosse
De spoorlijn Labenne - Seignosse was een Franse spoorlijn van Labenne naar Seignosse. De lijn was 16,6 km lang.

## Geschiedenis
De lijn werd geopend door de Société des chemins de fer du Born et du Marensin op 1 februari 1912. 
Personenvervoer werd definitief opgeheven op 17 december 1947, goederenvervoer was er tot 1 maart 1957, daarna is de lijn gesloten en opgebroken.

## Aansluitingen
In de volgende plaats is of was er een aansluiting op de volgende spoorlijnen:
Labenne
RFN 655 000, spoorlijn tussen Bordeaux-Saint-Jean en en Irun